# Sławomir Sikora (antropolog kultury)
Sławomir Sikora – antropolog kultury, adiunkt w Instytucie Etnologii i Antropologii Kulturowej Uniwersytetu Warszawskiego.
Jest autorem książki Fotografia. Między dokumentem a symbolem oraz publikacji z dziedziny antropologii kultury i antropologii wizualnej i tłumaczeń książek i artykułów z zakresu antropologii. Współpracował przy tworzeniu koncepcji wystawy Malinowski – Witkacy. Fotografia: między nauką w sztuką (Muzeum Narodowe w Krakowie i CSW, Warszawa, 2000), a także był jednym z kuratorów wystawy Nostalgia urzeczywistniona. Afryka w fotografiach Kazimierza Zagórskiego (Zachęta 2005).

## Publikacje
- Fotografia między dokumentem a symbolem, Warszawa 2004, Świat Literacki, Instytut Sztuki PAN, Seria Studia Ethnologica, ISBN 83-88612-71-9.
- Film i paradoksy wizualności. Praktykowanie antropologii, Warszawa 2012, Wydawnictwo DiG, ISBN 978-83-7181-750-2.

### Redakcja prac zbiorowych
- (raz z A. Pomiecińskim), Zanikające granice. Antropologizacja nauki i jej dyskursów, Wydawnictwo Biblioteka Telgte 2009.
- „Kwartalnik Filmowy” 54-55, 2006, Fotografia — film — rzeczywistość (koncepcja tomu i współredakcja).
- „Kwartalnik Filmowy” 47-48, 2004, Antropologia i film (koncepcja tomu i współredakcja).

### Wybrane artykuły
- The Other Side of Istanbul, “Visual Anthropology Review” Volume 27 Number 1 Spring 2011.
- Awangarda i tradycja w cieniu terroryzmu. Transkulturowe kino Leonarda Retela Helmricha, "Kwartalnik Filmowy" 70 (2010).
- Portret podwójny. Wizerunek depresji, "Kwartalnik Filmowy" 66 (2009).
- Silence stoned to death. Seen against the sun, (w:) L. Mróz, A. Posern-Zieliński red., Exploring home, neighbouring and distant cultures, Warszawa 2008.
- Opowiedzieć śmierć – trzy dotknięcia realnego, "Dialog" 3 2008.
- Kilka uwag o fetyszu i fotografii, (w:) J. Kowalewski, W. Piasek, M. Śliwa red., Rzeczy i ludzie. Humanistyka wobec materialności, Olsztyn 2008.
- Nostalgia urzeczywistniona, „Konteksty” 3-4, 2007.
- Doświadczenie fotografii: Roland Barthes, „Rocznik Historii Sztuki” 2006.

### Tłumaczenia
- (razem z K. Dudek) P. Rabinow, Refleksje na temat badań terenowych w Maroku, Kęty 2010, Wydawnictwo Marek Derewiecki.
- (razem z E. Dżurak) C. Geertz, Dzieło i życie: antropolog jako autor, Warszawa 2000, Wydawnictwo KR.
- (współtłumacz) J. Clifford, Kłopoty z kulturą: dwudziestowieczna etnografia, literatura i sztuka, Warszawa 2000, Wydawnictwo KR.
- J. Berger, O patrzeniu, Warszawa 1999, Aletheia.